# Club Destroyers
El Club Destroyers és un club de futbol, bolivià de la ciutat de Santa Cruz de la Sierra.

## Història
El Destroyers va ser fundat el 14 de setembre de 1948.

## Palmarès
- Copa Simón Bolívar (segona divisió):[2]
  - 2004